# Territorium Papua und Neuguinea
Das Territorium Papua und Neuguinea wurde 1949 durch einen administrativen Zusammenschluss des Territoriums Papua und des Territoriums Neuguinea geschaffen.

## Bevölkerung
Im Jahr 1974, kurz vor der Unabhängigkeit, hatte Papua rund 690.000 und Neuguinea ca. 1.790.000 Einwohner. Die Bevölkerungsdichte lag damit im neuguineanischen Norden mehr als doppelt so hoch wie im papuanischen Süden: 7 bzw. 3 Einwohner pro Quadratkilometer.

## Geschichte
Australien übernahm 1906 die britische Kolonie Britisch-Neuguinea als „Territorium Papua“ (Territory of Papua). Gleich zu Beginn des Ersten Weltkriegs besetzte Australien 1914 die deutsche Kolonie Deutsch-Neuguinea und erhielt 1920 vom Völkerbund das Mandat zur Verwaltung des Gebietes unter der Bezeichnung „Territorium Neuguinea“ (Territory of New Guinea).
Nach der Kapitulation Japans 1945 wurden sowohl die Zivilverwaltung von Papua als auch die von Neuguinea wiederhergestellt. 1946 erhielt Australien für die ehemals deutsche Besitzung Deutsch-Neuguinea ein UN-Treuhandmandat.
Beide Landesteile wurden 1949 zum „Territorium Papua und Neuguinea“ (The Territory of Papua and New Guinea) zusammengeschlossen. In den Jahren 1950/51 wurden lokale Verwaltungskörperschaften eingerichtet. 1962 empfahl eine UNO-Kommission die schnellstmögliche Einrichtung einer Selbstverwaltung. Autonomiebestrebungen im Lande führten 1963 zur Einrichtung einer parlamentarischen Versammlung, die am 8. Juni 1964 eröffnet wurde. Die parlamentarische Versammlung bestand aus 64 Mitgliedern. Von den 54 gewählten Abgeordneten waren 38 Einheimische. 1971 wurde das „Territorium Papua und Neuguinea“ in „Papua-Neuguinea“ umbenannt. Am 1. Dezember 1973 übernahm die neue Regierung in Port Moresby die innere Selbstverwaltung. Aus dem australischen Administrator wurde ein Hochkommissar. Australien behielt jedoch vorerst die Ressorts Verteidigung, Inneres, Außenpolitik und Außenhandel. Nach der Verabschiedung einer eigenen Verfassung erhielt Papua-Neuguinea am 16. September 1975 die vollständige Unabhängigkeit.

## Verwaltung
Administratoren
(nach der Wiederherstellung der Zivilverwaltung 1945)
1. Jack Keith Murray, 1945–1952
2. Donald Cleland, 1952–1966
3. David Osborne Hay, 1966–1970
4. Leslie Wilson Johnson, 1970–1973

Hochkommissare
1. Leslie Wilson Johnson, 1973–1974
2. Thomas Kingston Critchley, 1974–1975